# AFC Eskilstuna
El AFC Eskilstuna es un equipo de fútbol de Suecia de la ciudad de Eskilstuna, en la Provincia de Provincia de Södermanland. El club fue fundado como Football Club Väsby United en 2004 y fue renombrado a AFC United en 2012, el cual cambiaron en 2016 por el que tienen actualmente. El club actualmente juega en la Primera División de Suecia.

## Historia
Fue creado en el año 2005 luego de la fusión de los equipos Café Opera (fundado en 1991) y el Väsby IF para jugar en la Superettan esa temporada como un equipo filial del AIK Solna. En el año 2012 cambian su nombre por el actual mientras jugaban en la Division 1 Norra luego de realizar un convenio con el Athletic FC ese año.

## Palmarés
- Division 1 Norra (1): 2014

## Jugadores

### Plantilla 2025
- = Lesionado de larga duración

## Clubes Afiliados
- Stockholms Fotbollförbund.[3]